# John McClane
John McClane (alakító szereplője Bruce Willis) a Die Hard akciófilm-sorozat összes részének főhőse, New York-i rendőr. A sorozat (de főleg az első rész) megteremtett egy új filmbéli hőstípust, a vonakodó, rendezetlen hátterű, a történetbe belekeveredő, de a kihívást végül elfogadó, és utolsó leheletéig harcoló kisembert, melynek kiinduló- és későbbi egyik viszonyítási pontja John McClane.
Az eredeti szereplőt az első film alapjául szolgáló, Nothing Lasts Forever című, 1979-ben megjelent regényben Joe Lelandnek hívták. A karakter létrejöttekor az akkori elvárások szerint nem volt a tipikus hős: iszákos, láncdohányos, káromkodik, lusta és szétszórt, valamint a családja sincs rendben: a történet elején feleségétől és két gyermekétől külön él. (A regénybeli hős nem a feleségét, hanem a lányát menti meg.) A problémát az egyébként jó zsarunak tartott McClane és felesége (alakítja: Bonnie Bedelia) között éppen az utóbbi sikeres karrierje okozza: míg John a szabályok betartására fütyülő, sikerorientált, de többször emiatt az állását is kockáztató rendőr, felesége, Holly leánykori nevét viselve, Holly Gennero néven dolgozik vezető beosztásban, a cég második embereként egy japán nagyvállalatnál Los Angelesben. Mint később kiderül, felesége valóban vezetői képességekkel rendelkezik, John pedig nehezen fogad el mástól vezetést.
John bizonyos mértékig a klasszikus amerikai hőst akarja képviselni, vagy legalábbis példaképként lebeg előtte néhány klasszikus hős. Első ellenfele, a Nakatomi toronyházban felesége főnökét, Mr. Takagit és másokat is kivégző, magát terroristának kiadó, de valójában fejlett technológiát alkalmazó, világszerte keresett bűnöző, Hans Gruber (Alan Rickman), aki magát Johnnál magasabbrendűnek és kulturáltabbnak tartja, meg is jegyzi róla: „csak egy amerikai, aki azt hiszi magáról, hogy John Wayne”, mire John azzal válaszol, hogy Roy Rogers-et jobban kedvelte. A film szembeállítja az európai származású, részben jól öltözött, különböző nyelveken beszélő, több országból származó bandatagokat egyrészt Johnnal, másrészt később a történetbe keveredő afroamerikai Al Powell őrmesterrel (Reginald VelJohnson), akik a két lábon álló, hősiességre is hajlamos egyszerű amerikaiakat testesítik meg.
John sajátos taktikai és stratégiai lépésekkel keresztülhúzza a jól felkészült és a rendőrség teljes taktikai arzenálját ismerő rablóbanda, elsősorban Gruber számítását, és egyesével elintézi a banda tagjait, ideiglenesen meghiúsítja a felső szint felrobbantását, majd megmenti a túszként tartott alkalmazottak jelentős részét. Már ebben a részben kialakul a jellegzetes és később a nézettségi csúcsokat biztosító szövegstílusa: a történet előrehaladása során a kimért, hűvös, magát gentlemannek tartó Gruber és John közötti rádión, később szemtől szemben lejátszódó verbális csata is folyik. John rövid, de hatásos mondatai megjegyezhetőek, sok közülük szállóigévé vált. A harcban végül legyőzi Grubert, megmenti a feleségét, miközben alig kap kívülről támogatást.
A zárójelenetben felesége ismét Holly McClane-ként mutatkozik be, ami a házasságuk helyreállását sejteti.
A második részben ismét véletlenül keveredik az események közepébe, de itt már komoly szerepe van abban, hogy a környezetét rádöbbentse a történések valódi hátterére: eleinte véletleneknek tűnő egybeesések közötti összefüggést deríti ki szokásos jó zsaruszimatával, azonban sok értékes idő eltelik és áldozat hal meg, míg sikerül a reptér felelős vezetőit a megfelelő lépések meghozatalára bírni. Itt is sokszor egyedüli hős: nyaktörő akcióival a reptéren sorban végzi ki az ezredes embereit, míg végül a repülőjüket is az "egekbe repíti", de itt már együttműködő partnereket is talál, akik nélkül nem érhette volna el célját.
A harmadik részben „kiválasztottként” kerül szembe a másik Gruber testvérrel, Simonnal (Jeremy Irons) , de a számításba itt is hiba csúszik, mert egy a környezetében lévő fiatalokat a bűncselekményekről lebeszélő, tanulásra, a fehérekkel való versenyre buzdító afroamerikai Zeusz (Samuel L. Jackson) is a történetbe keveredik. Noha a kettejük duója a történet folyamán néha el-elválik, ettől a résztől kezdve John már nem teljesen magányos hős, mivel ebben és a későbbi részekben is végig mellette marad egy-egy mellékszereplő hős. Ez részben az időközben lassan megváltozó hollywoodi hősideálnak is köszönhető.
A negyedik részben a hekkerekkel számol le, mégpedig úgy, hogy bevallottan nem ért a technológiához, a sikerét a megfelelő partner kiválasztásának is köszönheti.
Végül Pripjatyban a oroszok lesznek az utolsó áldozatok.
A sorozat folyamatos sikerén felbuzdulva már készül a hatodik rész is. [forrás?]
Willisnek ez az egyik legismertebb szerepe. Ismertségét köszönheti annak, hogy McClane bőrébe bújt, ami egyébként egyúttal komoly anyagi sikert is jelentett a számára.